# Carl Wilhelm von Oppel
Carl Wilhelm von Oppel (* 3. März 1767 in Freiberg; † 22. November 1833 in Dresden) war ein sächsischer Beamter und Mitglied des Landtages. Er war Bergrat, Obersteuereinnehmer sowie Direktor der Porzellanmanufaktur Meißen.

## Herkunft
Carl Wilhelm von Oppel stammt aus einer protestantischen Bergbeamtenfamilie. Seine Eltern waren Friedrich Wilhelm von Oppel (1720–1769), Oberberghauptmann und Mitbegründer der Freiberger Bergakademie und Juliane Sophie, geb. von Hartitzsch (1734–1813). Sein älterer Bruder war der Geheime Finanzrat und sächsische Kammerpräsident Julius Wilhelm von Oppel (1765–1832), sein jüngerer Bruder August Wilhelm von Oppel (1769–1772).
1799 heiratete er Margaretha Carolina Amalie, geb. von Lüttichau, mit der er die Kinder Carl Julius Wilhelm, Friedrich, Wilhelm und Auguste hatte.

## Ausbildung
Nach dem Besuch der Lateinschule inskribierte er ab 1782 an der Bergakademie Freiberg. Dort hörte er u. a. Abraham Gottlob Werner und blieb bis 1784 in Freiberg. Von 1784 bis 1787 studierte er Rechte an der Universität Leipzig.

## Karriere
Nach seinem Examen wurde Oppel zunächst Auditor am Oberhofgericht Leipzig. Noch 1787 wurde er zum Vize-Obereinfahrer und Assessor am Bergamt Freiberg ernannt. 1790 folgte die Berufung zum Bergkommissionsrat beim Oberbergamt durch Carl Wilhelm Benno von Heynitz, dem Bruder des Mitbegründers der Freiberger Bergakademie Friedrich Anton von Heinitz.
1795 bot ihm der Leiter des schlesischen Bergbaus, Friedrich Wilhelm Graf von Reden, eine leitende Stellung im schlesischen Bergbau an, die er jedoch ablehnte. Er war Besitzer des Ritterguts Krebs bei Dohna.

### Steinkohlenwerk Zauckerode
Nach der Vertragsunterzeichnung zum Kauf der von Schönbergschen Steinkohlenwerke, bis zur Übernahme durch den sächsischen Kurfürsten, wurde von Oppel am 7. November 1805 mit der Beaufsichtigung der „neuacquirirten Döhlener und Zauckeroder Steinkohlenwerke“ beauftragt.
Am 24. Mai 1806 wurde ihm die Direktion (Oberaufsicht) der am 1. Januar 1806 gegründeten Königlich Sächsischen Steinkohlenwerke Zauckerode übertragen.
Unter seiner Leitung wurde mit dem Bau des Tiefen Elbstollns begonnen. Ebenso entstand der 6,6 Kilometer lange Tiefe Weißeritzstolln. Als verantwortlicher Direktor finanzierte er Versuche und Entwicklungen wie die Einführung der Kohlenwäsche nach Ernst Friedrich Wilhelm Lindig. Der in Zauckerode ab 1833 geteufte neue Hauptschacht erhielt nach ihm den Namen Oppelschacht.
1805 wählte man Oppel zum Obersteuereinnehmer des Meißnischen Kreises, 1814 wurde er zum Obersteuerinspektor befördert.

### Porzellanmanufaktur
Am 17. März 1814 übertrug ihm der russische Generalgouverneur Repnin-Wolkonski die provisorische Direktion der Porzellanmanufaktur Meißen und der Steingutfabriken in Hubertusburg (Wermsdorf) und Döhlen, die unter dem Besitzer Camillo Graf Marcolini in erhebliche wirtschaftliche Schwierigkeiten geraten waren. 1815 wurde er von König Friedrich August I. schließlich endgültig zum Direktor der Porzellanmanufaktur ernannt. Er ließ dort die technische Ausstattung erheblich verbessern und sicherte so den Unternehmenserfolg.
Mit der Einführung der konstitutionellen Monarchie unter König Anton 1831 wurde Oppel Mitglied der ersten Kammer des Sächsischen Landtags und war bis zu seinem Tode 1833 Vorstand der Finanzdeputation.